# Erotismo

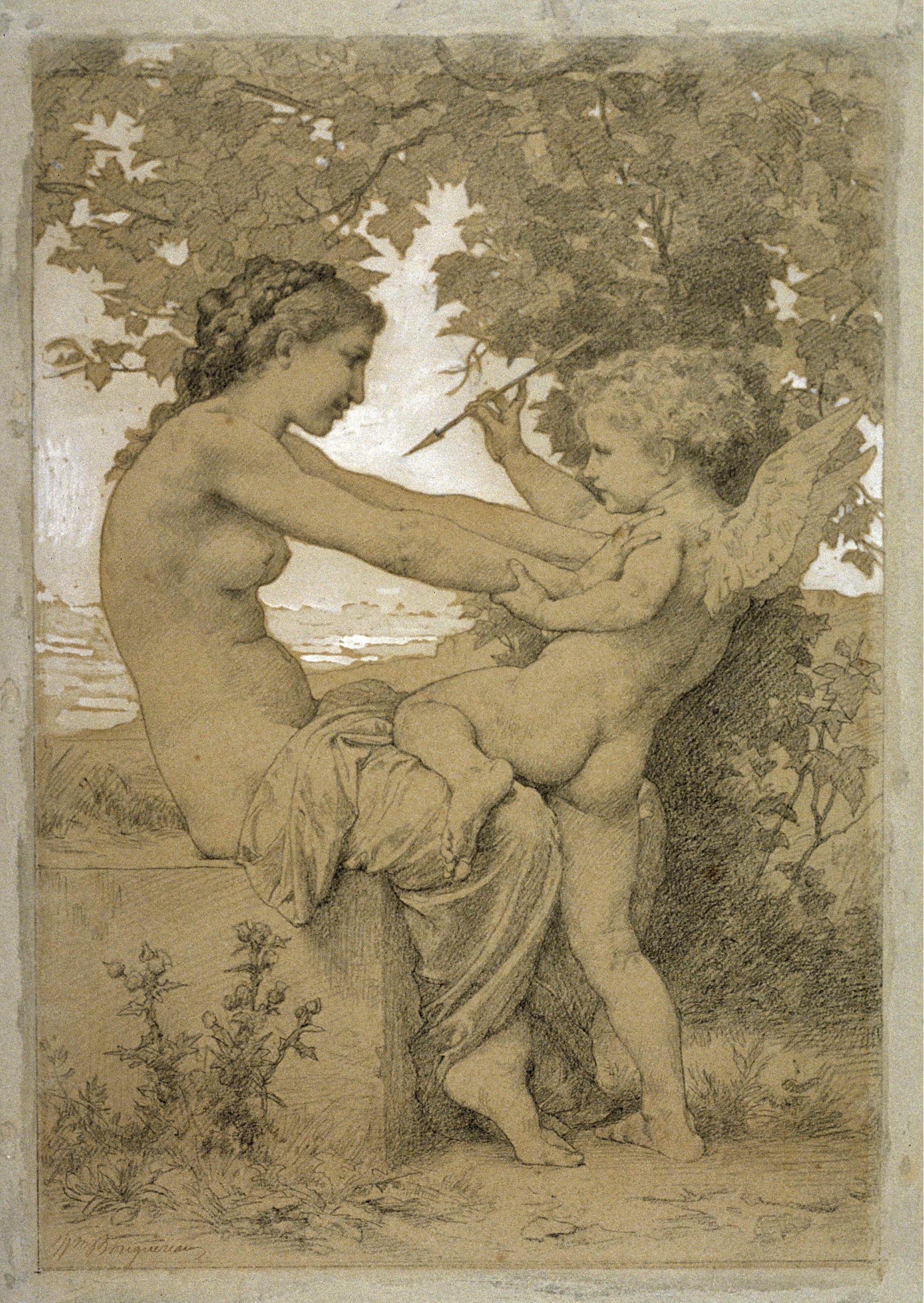
Representação de Cupido em "Resistência ao Amor", de William-Adolphe Bouguereau (1825-1905)

O erotismo é o estímulo sexual sem apresentar o sexo de forma explícita, que é o que diferencia de pornografia. O erotismo (do francês érotisme, "desejo sexual") designa, de modo geral, não apenas um estado de excitação sexual, mas também a exaltação do sexo no âmbito das artes, como na literatura e na pintura. É por meio desse apelo artístico que o conteúdo erótico se distingue da pornografia, na qual tende a haver uma maior preocupação sexual do que estética.
Nas palavras de Sebastião Costa Andrade, professor titular na Universidade Estadual da Paraíba e pesquisador sobre a sexualidade, a distinção entre erotismo e pornografia é problemáticaː
| “ | Esta não é uma questão fácil de responder. Esses conceitos são complexos e de sentidos e significados múltiplos. Demarcar o território do erotismo e da pornografia é uma tarefa arriscada. Vou tentar mirar apenas nos fenômenos do erotismo e pornografia, já que incluir o amor e a sexualidade demandaria muito espaço. Podemos dizer, em linhas gerais, que há alguns traços singulares entre o erotismo e a pornografia que nos possibilitam estabelecer uma diferenciação razoavelmente aceitável. Uma das diferenças mais comuns diz respeito ao "teor" mais nobre do erotismo, em contraposição com o caráter "vulgar" da pornografia. O que confere esse grau de nobreza ao erotismo é o fato dele não se vincular diretamente ao sexo, enquanto que a pornografia encontra no sexo e na sexualidade seu espaço privilegiado. Dessa forma, o erotismo estaria mais próximo do sexo implícito (portanto aceitável) e a pornografia do sexo obsceno, direto, explícito e comercializável. Porém, distinções desta natureza podem nos conduzir a práticas preconceituosas! Afinal de contas, erótico ou pornográfico, depende dos contextos histórico, cultural ou moral onde esses fenômenos estão inseridos. | ” |